# Pangea Park Falster
Pangea Park Falster (tidligere Nykøbing Falster Zoo og Guldborgsund Zoo & Botanisk Have) er en zoologisk og botanisk have i Nykøbing Falster. Dyreparken har omkring 80 forskellige arter og tusindvis af blomster og sjældne kaktusser. Adressen er Østre Allé 97, 4800 Nykøbing F.

## Historie
Haven blev startet i 1933 af en 20-årig dyrehandler ved navn Carl Heinz Krag med hjælp fra venner og familie. Allerede første år havde haven mere end 100.000 besøgende.
Som følge af varemangel lukkede haven i efteråret 1940 under 2. verdenskrig, men åbnede igen efter krigens afslutning.
I 1970 blev den zoologiske have omdannet til folkepark med gratis adgang. Det betød at der var færre penge til eksotiske dyr og vedligeholdelse, hvorfor parken forfaldt. I 2001 blev parken igen lavet om til zoologisk have med entré. Samtidig blev det en del af beskæftigelsesindsatsen i kommunen, og flere "ansatte" er således ledige i aktivering.
I 2014 fik fem asiatiske oddere et nyt anlæg på 80 m². Der blev brugt 25 tons beton til anlægget, der blev opført af et firma, som har specialiseret sig i at lave zoologiske anlæg, med en særlig type beton, der imiterer naturens geologi. I oktober samme år, kom det frem, at der skulle skæres 9,5 årsværk og således blev både faste ansatte og aktiverede fyrret. Ca. hver anden aktiverede blev skåret væk. Parken havde besøgsrekord i 2014 over 75.000 besøgende mod 70.000 året før.
I perioden 2007-2023 ejede Guldborgsund Kommune parken, der gik under navnet Guldborgsund Zoo & Botanisk Have. I september 2023 besluttede Guldborgsund Kommunes byråd at lukke Guldborgsund Zoo og Botanisk Have. Den blev fra oktober 2024 overtaget af Pangea Park.

## Andet
Tidligere var parken kendt under navnet Nykøbing Falster Zoo, men blev også omtalt som folkeparken.
Parken rummede blandt andet et tropehus med sydamerikanske dyr som snapskildpadder og dværgkaimaner.. Derudover havde parken en lang række papegøjer, reptiler og flere abe- og halvabearter samt en sibirisk tiger.